# Ритмічна гімнастика

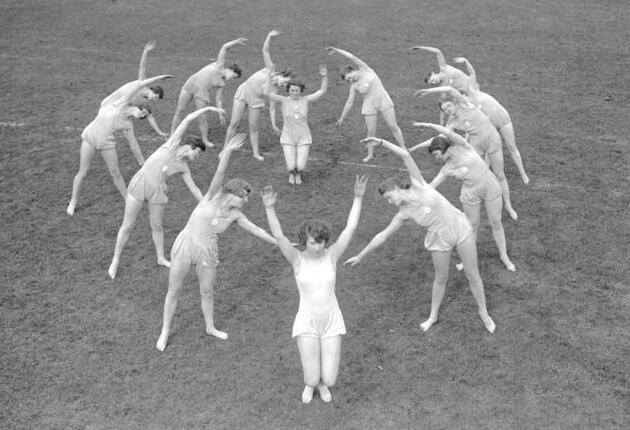
Ритмічна гімнастика в Німеччині, червень 1929

Ритмічна гімнастика (ритміка) — система музично-ритмічного виховання, створена Емілем Жак-Далькрозом. 

## Зміст методу
Метод полягає в розвитку почуття ритму — відчуття часу, тобто розвитку координації між нервовою та м'язовою діяльністю людини, що допомагає досягти автоматизму в самих складних рухах. Система Далькроза сприяє розвитку уваги і пам'яті. 

## Історія
Робота над створенням і оформленням методу ритмічного виховання відноситься до 1900—1912 років; Початкова назва — фр. faire les pas («робити кроки»), згодом — ритмічна гімнастика, але, оскільки через слова «гімнастика» метод почали плутати зі звичайною спортивною гімнастикою, Далькроз спинився на слові «ритміка». Через це в наш час[коли?] вживаються обидва слова. 
На ідею створення системи Далькроза наштовхнуло спостереження над учнями, яким він викладав сольфеджіо: з'ясувалося, що навіть найбільш нездатні учні для запам'ятовування і відтворення музичної фрази одразу розуміли завдання, тільки-но починали рухатися разом з музикою. У Росії найбільш ревним і послідовним пропагандистом ритмічної гімнастики був князь Сергій Волконський.